# Devin Bush Jr.
Devin Marquese Bush Jr. (Atlanta, 18 luglio 1998) è un giocatore di football americano statunitense che milita nel ruolo di linebacker per i Cleveland Browns della National Football League (NFL).

## Carriera universitaria
Bush al college giocò a football con i Michigan Wolverines dal 2016 al 2018. Nell'ultima stagione fu premiato come difensore dell'anno della Big Ten Conference.

## Carriera professionistica

### Pittsburgh Steelers
Bush fu scelto nel corso del primo giro (10º assoluto) del Draft NFL 2019 dai Pittsburgh Steelers. Debuttò come professionista partendo come titolare nella gara del primo turno contro i New England Patriots mettendo a segno 11 tackle. Nel sesto turno fu premiato come miglior difensore della AFC della settimana per la sua prestazione contro i Los Angeles Chargers in cui ritornò un fumble per 9 yard in touchdown e fece registrare 7 tackle, un intercetto e un passaggio deviato. La sua prima stagione si chiuse con 109 tackle, un sack, 2 intercetti e un fumble forzato, venendo inserito nella formazione ideale dei rookie della Pro Football Writers Association.
Nella settimana 6 della stagione 2020 Bush subì un grave infortunio al ginocchio, chiudendo la sua annata.

### Seattle Seahawks
Il 17 marzo 2023 Bush firmò un contratto di un anno del valore di 3,5 milioni di dollari con i Seattle Seahawks. Nell'unica stagione con la squadra disputò 13 partite, di cui 3 come titolare, giocando principalmente negli special team e come linebacker di riserva in difesa.

### Cleveland Browns
Il 15 marzo 2024 Bush firmò un contratto di un anno con i Cleveland Browns.

## Palmarès
- Difensore della AFC della settimana: 1

6ª del 2019
- PFWA All-Rookie Team - 2019